# Carcelia grissemicans
Carcelia grissemicans är en tvåvingeart som först beskrevs av Wulp 1890.  Carcelia grissemicans ingår i släktet Carcelia och familjen parasitflugor. Inga underarter finns listade i Catalogue of Life.